# Parsonsfield
Parsonsfield är en kommun (town)  i York County i den amerikanska delstaten Maine med en yta av 155,5 km² och en folkmängd, som uppgår till 1 584 invånare (2000).

## Kända personer från Parsonsfield
- James W. Bradbury, politiker, senator 1847-1853
- Lorenzo De Medici Sweat, politiker, kongressledamot 1863-1865